# 小行星2833
小行星2833（2833 Radishchev）是一颗围绕太阳公转的小行星。1978年8月9日，柳德米拉·切爾尼赫、尼古拉·切爾尼赫在克里米亚发现了此天体。
該小行星以俄羅斯作家和社會批評家亞歷山大·拉季舍夫命名。
这颗小行星的绝对星等为346.29890等。